# هانك أغيري
هانك أغيري (بالإنجليزية: Hank Aguirre)‏ هو لاعب كرة قاعدة أمريكي، ولد في 31 يناير 1931 في أزوسا في الولايات المتحدة، وتوفي في 1 سبتمبر 1994 في بلومفيلد هيلز في الولايات المتحدة بسبب سرطان البروستاتا.

## وصلات خارجية
- هانك أغيري على موقعبيزبول رفرنس.كوم (الدوري الرئيسي) (الإنجليزية)
- هانك أغيري على موقعبيزبول رفرنس.كوم (الدوري الثانوي) (الإنجليزية)
- هانك أغيري على موقع مشجعي الرسوم البيانية (الإنجليزية)